# Everard Ier de Breteuil
Pour les articles homonymes, voir Famille de Breteuil et Breteuil.
Erard Ier (Evrard, Eberhard, Erard) est né avant 1025 (probablement vers 1005) et mort un 12 février entre 1061 et 1066.

## Biographie
Il est le troisième fils de Gilduin, comte de Breteuil et [réf. nécessaire], et de sa femme Emmeline,.
Il devient comte de Breteuil à la mort de son père en 1048 et vicomte de Chartres[réf. nécessaire] à la mort de son frère en 1050.
Il épouse Humberge de Sours, qui était peut-être la sœur de l'épouse d'Hugues Bardoul de Broyes. Evard et Humberge ont sept enfants :
- Everard II de Breteuil (décédé après 1105), comte de Breteuil et vicomte de Chartres. Il est marié à Adelais de la Ferté-Baudouin. En 1073, Everard part en pèlerinage en Terre sainte et à son retour rejoint l'abbaye de Marmoutier (Tours) ;
- Adélaïde de Breteuil (décédée après 1073) ;
- Waleran Ier de Breteuil (décédé après le 25 février 1084) ;
- Hugues Ier du Puiset (décédé le 23 décembre 1096 ou plus tard), châtelain du Puiset, vicomte de Chartres[réf. nécessaire]. Il épouse Alice de Montlhéry, fille de Gui Ier de Montlhéry et Hodierne de Gometz ;
- Robert de Breteuil (décédé le 5 novembre 1077), abbé de Breteuil ;
- Adélaïde de Breteuil, mariée en secondes noces à Roger II de Montgommery, premier comte de Shrewsbury ;
- Eremburge, mariée à Rivallon II, seigneur de Dol.